# Jeanne Boussac-Termier
 (novembre 2024).
Jeanne Boussac-Termier, née le 9 février 1888 à Saint-Étienne et mort le 27 décembre 1974 dans le 15e arrondissement de Paris, est une poète.

## Biographie
Jeanne Boussac-Termier, née Jeanne Termier, est la fille du géologue français Pierre Termier. Elle est surtout connue pour son œuvre poétique qui a suscité l'intérêt et l'admiration de contemporains tels que Léon Bloy, ami de son père, qui a préfacé son premier recueil de poèmes, Derniers Refuges, publié en 1910.
Sa famille, comprenant quatre sœurs, a conservé les traditions catholiques et les valeurs héritées de leur père, contribuant ainsi à la richesse de leur milieu culturel et intellectuel. Elle fut surnommée la poète catholique. Sa sœur cadette Geneviève devint Fille de la Charité.
Elle s'est mariée le 16 juillet 1912 à Varces-Allières-et-Risset dans l'Isère avec le géologue Jean Boussac qui est mort en 1916 près de Verdun.

### Œuvre littéraire
Le recueil Derniers Refuges est marqué par une sensibilité exacerbée et une recherche de profondeur expressive. L'œuvre présente une poésie qui évoque les luttes intérieures et les aspirations des êtres humains, notamment à travers des thèmes de la souffrance et de l'existence. Les critiques ont noté que la langue de Boussac-Termier est à la fois belle et émotive, un style rappelant les maîtres tels que Baudelaire et Verlaine, tout en se démarquant par sa singularité. Léon Bloy écrivit dans sa préface « C'est une jeune fille de vingt et un ans et son volume, Derniers Refuges, a été l'un des beaux étonnements de ma vie. Depuis Verlaine, je n'avais rien lu de pareil et je ne croyais pas que cela fût possible... ».
En 1920, elle publie un second recueil intitulé Poèmes, dans lequel elle aborde des thèmes de veuvage, de foi et de renaissance spirituelle. Ce recueil diffère de son prédécesseur par une forme plus mûre et dominée, empreinte de sobriété.

### Thèmes et réception
Les préoccupations de Jeanne Boussac-Termier touchent à la condition humaine et aux expériences de l'amour, de la solitude et de la quête spirituelle. Son écriture est souvent décrite comme intense et introspective, capable de résonner avec les émotions des lecteurs profondément. Les critiques ont souligné sa capacité à capturer la douleur ainsi que l'espoir, mêlant des éléments de critique sociale et de réflexion personnelle.
L'œuvre de Boussac-Termier n'a pas reçu l'attention qu'elle méritait à son époque, mais elle est considérée par certains comme une figure singulière, ayant su porter la voix des "êtres délicats" et des "hors-rangs", ceux qui se sentent en décalage avec le monde qui les entoure. Son écriture touche des thèmes universels qui continuent de résonner, offrant une lumière sur les complexités de l'âme humaine, sa souffrance et ses espoirs.

### Héritage
Jeanne Boussac-Termier reste une poétesse dont l'œuvre allie une profondeur d'expression à une richesse thématique. Ses recueils, bien que peu connus du grand public, sont célébrés par des critiques et des amateurs de poésie pour leur sensibilité et leur authentique engagement émotionnel. Elle incarne une voix de la poésie féminine du début du XXe siècle, marquée par un cadre catholique et une compassion profonde pour les souffrances humaines.

## Résumé et accueil critique de son œuvre

### Derniers refuges
Le livre Derniers refuges de Jeanne Termier s'inscrit en dehors des mouvements littéraires établis et a été peu reconnu par la critique, malgré une préface de Léon Bloy. Ce recueil de poésie évoque la profondeur des souffrances humaines, les rêves intimes, et la quête spirituelle, se faisant écho des thèmes de la mélancolie et de la miséricorde. Termier écrit pour ceux qui affrontent des moments de désespoir et d'errance, décrivant leur quête d'espoir et de transcendance dans un monde marqué par la douleur.
Le livre explore également le rôle de la foi et de la quête divine, suggérant que les âmes tourmentées peuvent trouver un salut dans une foi authentique, bien que fragile. Termier incarne un amour catholique et puissant, appelant à une compassion active et à une renaissance spirituelle face aux douleurs humaines. Le texte invite ainsi à une réflexion sur la beauté de l'art comme outil de rédemption et de connexion avec l'invisible, tout en dressant le portrait d'une jeune poétesse sensible et révoltée, attentive aux souffrances du monde.
Jeanne Termier a écrit ce livre à 21 ans, ce qui suscite chez Louis-Numa Baragnon un regard bienveillant envers son travail. Il préconise de ne pas juger cette œuvre par les standards de la « perfection sévère » de poètes plus âgés, mais de discerner « les belles lignes de leur talent » qui émergeront avec le temps. Il trouve une « délice » à observer cette maturité à venir, évoquant une admiration pour la sensibilité de Jeanne Termier, qui révèle un « son d'une âme délicate, troublée ». Bien qu'il note une influence de maîtres tels que « Baudelaire et Verlaine », il reste convaincu que « le point de départ est souvent peu de chose » et qu'elle possède « du poète ce qui ne s'acquiert pas », laissant présager une évolution artistique prometteuse.
Henri Hoppenot insiste sur le caractère unique du livre de Jeanne Termier, notant qu'il « ne vient à nous sous le fanion d'aucune école » et qu'il a échappé à l'attention des critiques. Il évoque la « beauté » des mots de l'autrice, capables de « prêter une voix aux rêves les plus fiévreux » et de « descendre profondément dans notre âme ». Hoppenot souligne la « pitié merveilleuse » qui déborde du cœur de Termier, en contraste avec ses contemporaines, qui semblent « ne vivre que dans l'amour d'elles-mêmes ». Il admire la façon dont elle sait toucher les « âmes que les vivants font prisonnières », évoquant une humanité souffrante. Sa voix, selon Hoppenot, est « un appel désolé vers ce Refuge pressenti », où se mêlent désespoir, quête de Dieu et promesse de lumière. En somme, il voit en elle un appel puissant à la compassion, capable de rassembler « une légion d'Apôtres, armés du leurre divin de l'Art ».

### Poèmes: 1915-1920
Pour comprendre ce recueil, Henriette Charasson souligne qu'il faut avoir lu le précédent ouvrage, Derniers refuges, « si l'on veut bien comprendre la portée du mince recueil que Mme Jeanne Termier-Boussac a fait paraître ».  Ce dernier recueil est celui d'une « Veuve de Verdun » et aussi d'une « Veuve catholique ». Charasson conclut sa critique par « ce livre-ci n'est pas la poésie sereine et facile qu'on feuillette d'un doigt léger; mince, il est lourd de tristesse; fervent, il est l'œuvre d'une femme qui a reconquis sa foi, et dont la nature passionnée ne possède la paix que par un effort incessant; menu faisceau de méditations, frêle bouquet de violettes mouillées encore de pluie, poésie d'âme, témoignage chrétien de la grande épreuve ».

### Dans sa chambre haute
À travers le personnage de Philippe, un adolescent à la sensibilité exacerbée, Jeanne Boussac-Termier évoque les défis de l’âge, le rejet de la médiocrité et les aspirations d’une âme en quête de grandeur.
Geneviève Honoré critique ce livre en soulignant sa « très jolie présentation » et en le qualifiant de « livre fort ». Il évoque l'authenticité de l'auteure, une « artiste » qui « prête son âme » à son personnage Philippe, le décrivant comme « un être d’exception ». Elle estime que la sensibilité de Philippe, avec ses défauts et qualités, résonne « dans l’aversion pour les gens du monde » et « l’exil » de nombreux adolescents. Malgré une « certaine pudeur » dans les tendresses exprimées, Honoré admire la « force » des intuitions et des conseils de l’auteure sur les relations humaines, affirmant qu’elle réussit à communiquer une « conception aussi chrétienne » essentielle dans ce domaine. Elle conclut en indiquant que cet ouvrage fait sans doute « quelque chose [qui] passe par l'âme » et mérite d'être lu par « toute la jeunesse du monde ».
Pour Véra Volmank, « l’ouvrage est intéressant » en raison « de la personnalité même de l’auteur » et de son « contenu ». Elle souligne que l’auteure évoque « le drame de la création poétique », « un drame » partagé par ceux qui s’éloignent du « troupeau ». Elle décrit le livre comme celui « d’un poète, marqué par une sensibilité exacerbée », capable d'aborder des « problèmes graves » sur le plan « humain ». Elle précise que ce n’est pas un livre à lire « distraitement » mais « à des heures » où « l’esprit, apaisé, devient réceptif ». Volmank met en avant la « beauté pure, harmonieuse » du « style » de l’auteure, et conclut qu’elle écrit « parce qu’il lui est vital de ne pas le faire ».

## Œuvres

### Auteur
- Derniers Refuges : poèmes, préface de Léon Bloy, Paris, Grasset, 1910
- Poèmes : 1915-1920, Paris, Bernard Grasset
- Dans sa chambre haute, Paris, Éditions du Livre français, 1948

### Préface
- Pierre Termier, Mélanges, avant-propos de Jeanne Boussac-Termier, Paris, Desclée de Brouwer, 1932.

### Autres
- Lettres à Pierre Termier : 1906-1917 ; Suivies de Lettres à Jeanne Termier, Madame Jean Boussac, et à son mari, Léon Bloy, Paris, Librairie Stock, Delamain et Boutelleau, 1927